# Араван (Мали)
Араван (фр. Araouane) — деревня на севере центральной части Мали, в области Томбукту.

## География
Расположена в малийской части пустыни Сахара, в 243 км к северу от города Томбукту и в 420 км к югу от деревни Таоденни, на высоте 287 м над уровнем моря.

## Экономика
Окружающая деревню пустыня совершенно бесплодна и не может обеспечить ведение какого-либо сельского хозяйства. Постоянно дует ветер харматан, который переносит частицы песка и пыли, накапливающиеся слоем у стен зданий. В плане продовольствия деревня ранее полностью зависела от караванного пути, который последнее время ограничивался перевозкой соляных блоков из шахт Таоденни. В последние года для транспортировки соли стали использоваться грузовики.

## Население
По данным на 2013 год численность населения деревни составляла 4581 человек.
Динамика численности населения деревни по годам:
| 1988 | 2013 |
| ---- | ---- |
| 4000 | 4581 |

## Известные уроженцы
В 1556 году в деревне родился учёный Ахмед Баба аль Муссуфи, который затем переехал в Томбукту, где и работал.